# James Alexander George Smith McCartney
James Alexander George Smith McCartney dit Jags McCartney (30 juin 1945, Grand Turk - 9 mai 1980) est un homme politique des Îles Turques-et-Caïques, premier Ministre en chef de son pays entre 1976 et 1980 et considéré comme le Père de la Nation. Le JAGS McCartney International Airport (en) a été nommé en son honneur.

## Biographie
James Alexander George Smith McCartney est né le 30 juin 1945 sur Grand Turk d’un avocat jamaïcain accompli, Harvey O. B. Fernandez McCartney et d’une pianiste à l’école du dimanche, Sally McCartney, née Taylor originaire des Îles Turques-et-Caïques. Il porte le nom d’un éminent avocat et législateur jamaïcain : James Alexander George Smith (1877-1942). Il est né avec un problème cardiaque grave. Cependant, dès son plus jeune âge, il pratique l'athlétisme et ce n’est qu’à l’adolescence à l’école secondaire de Grand Turk qu’il commence à éprouver des problèmes cardiaques. En raison de la gravité de son état de santé et de l’absence d’un cardiologue dans les Îles Turques-et-Caïques, il est envoyé en Jamaïque pour recevoir les soins médicaux dont il a besoin et terminer ses études secondaires à l'Happy Grove High School. Il continue cependant le sport, notamment l'athlétisme et la natation. Après ses études secondaires, il retourne dans son pays natal.
Comme beaucoup d'habitants des îles Turques-et-Caïques, il émigre ensuite aux États-Unis puis aux Bahamas où il travaille dans le secteur touristique et s’intéresse à la politique. Il se rapproche du Parti libéral progressiste et milite pour lui lors des élections de 1967 (en). Plus tard, lui et ses collègues organisent la première grève majeure à l’hôtel Grand Bahama pour obtenir de meilleures conditions de travail pour les employés. Il continue à encourager les travailleurs à former des syndicats. Il participe aussi à de nombreuses manifestations pacifiques.
En 1971, Jags McCartney retourne aux îles Turques-et-Caïques. Il décide de se présenter aux élections de 1972 mais n'est pas élu. Immédiatement après sa défaite, il commence à préparer les élections législatives de 1976 (en). Il commence par former le Junkanoo Club où des jeunes, appelés les Black Power Boys, peuvent se réunir et discuter de nombreux sujets d’actualité.
En 1975, il forme le Mouvement démocratique populaire qui remporte les élections de septembre 1976 (en). Jags McCartney devient alors le premier Ministre en chef des Îles Turques-et-Caïques. Il tente de se battre pour de nouvelles réformes foncières qui permettraient aux habitants des Îles Turques-et-Caïques de posséder des terres. Il veut que plus de jeunes aillent à l’étranger pour suivre des études supérieures et rentrer chez eux pour occuper de bons emplois dans leurs îles. McCartney est déterminé à inaugurer une nouvelle Constitution qui favorise et protège les droits de tous les habitants des Îles Turques-et-Caïques.
Jags McCartney meurt le 9 mai 1980 quand l’avion privé dans lequel il était s’écrase près de Vineland alors qu’il volait de Washington à Atlantic City.